# Осман Байдемир
Осман Байдемир (на турски: Osman Baydemir) е турски политик, адвокат и защитник на правата на човека в Турция от кюрдски етнически произход. В периода 2004–2014 г. е кмет на родния си град Диарбекир. До 2014 г. е член на Партията на мира и демокрацията, а след това на Демократичната партия на народите.

## Ранни години и професионално развитие
Осман Байдемир е роден на 1 януари 1971 г. в Диарбекир, Турция. Завършва Юридическия факултет на университета Диджле в Диарбекир. През 1995 г. става регионален председател на независимата Асоциация за правата на човека в Диарбекир. В периода 1995–2002 г. е неин заместник–председател. През февруари 1999 г. е сред първите адвокати, които доброволно предлагат да защитят Абдула Йоджалан. През 2001 г. е сред основателите на Фондацията за човешки права на Турция (HRFT или TİHV Türkiye İnsan Hakları Vakfı).